# Darío Castrillón Hoyos
Darío Castrillón Hoyos   (Medellín, 4 de juliol de 1929 - Roma, 17 de maig de 2018) va ser un arquebisbe colombià creat cardenal el 1998. Va ser prefecte de la Congregació per al Clergat entre 1998 i 2006. Durant la primera dècada del segle XXI va dirigir les converses i negociacions amb la Fraternitat Sacerdotal Sant Pius X (FSSPX), i aconseguí portar la Germandat Sacerdotal Sant Joan Vianney (SSJV) a la plena comunió amb la seu romana. També és Gran Prior del Sagrat Orde Militar Constantinià de Sant Jordi.

## Biografia
Darío Castrillón Hoyos estudià al seminari d'Antioquia i de Santa Rosa d'Osos. Després de traslladar-se a Roma es doctorà en dret canònic per la Pontifícia Universitat Gregoriana i va fer estudis de sociologia a la Universitat de Lovaina. Va ser ordenat prevere a la basílica dels Sants Apòstols de Roma per a la diòcesi de Santa Rosa de Osos el 26 d'octubre de 1952. Realitzà tasques com a vicari parroquial i col·laborà en diverses iniciatives diocesanes, com a director dels Cursets de Cristiandat, a la JOC, a la Legió de Maria, etc.
El 1966 va ser nomenat secretari general de la conferència episcopal de Colòmbia i donà classes de dret canònic a la Universitat Lliure a Bogotà. Tanmateix participà com a delegat a la II Conferència General de l'Episcopat Llatinoamericà de Medellín (1968).

### Episcopat
El 2 de juny de 1971 el Papa Pau VI el nomenà bisbe titular de Villa del Rey i bisbe coadjutor amb dret a successió de la diòcesi de Pereira. Va ser consagrat bisbe el 18 de juliol d'aquell any. Assumí la seu de Pereira l'1 de juliol de 1976. Al 1979 participà en la III Conferència General de l'Episcopat Llatinoamericà de Puebla. Va ser secretari general del CELAM entre 1983 i 1987 i president el mateix organisme des d'aquell any i fins al 1991, col·laborant a la IV Conferència General de l'Episcopat Llatinoamericà de Santo Domingo (1992).
El 16 de desembre de 1992 va ser nomenat arquebisbat de Bucaramanga.
El 15 de juliol de 1996 el Papa Joan Pau II el reclamà a Roma, nomenant-lo Pro-prefecte de la Congregació per al Clergat.

### Cardenal
Dos anys després, el 21 de febrer de 1998 va ser creat cardenal al setè consistori del Papa Joan Pau II. Com a prefecte de la Congregació per al Clergat impulsà la seva modernització tecnològica promovent iniciatives com les pàgines d'internet clerus.org o bibliaclerus.
El 14 d'abril de 2000 va ser nomenat President de la Comissió Pontifícia Ecclesia Dei. Sota la seva administració es destaca que es promulgà mitjançant el Motu Proprio Summorum Pontificum la llibertat de l'ús del missal editat per Joan XXIII, car aquesta forma del ritu romà mai no va ser abrogada. El 2008, abans que es complissin els 20 anys de l'excomunió a Marcel Lefebvre intentà dona un gir en la direcció de la Fraternitat Sacerdotal Sant Pius X en imposar-los un ultimàtum per poder-se reconciliar amb el Vaticà.
El 8 de juliol de 2009 el Papa Benet XVI acceptà la seva renúncia com a president de la Comissió Pontifícia Ecclesia Dei per motius d'edat, car ja havia complert els 80 anys el 4 de juliol. El succeí el cardenal William Joseph Levada.

## Controvèrsies
El 16 d'abril de 2010, la revista francesa Golias donà a conèixer una carta, datada el 8 de setembre de 2001, dirigida al bisbe de Bayeux i Lisieux, Pierre Pican. El bisbe havia traslladat a la jurisdicció de la Santa Seu el cas d'un sacerdot, René Bissey, que li havia confessat haver comès actes de pederàstria. El bisbe Pican no ho denuncià a les autoritats civils i començà el procés canònic davant la Congregació de la doctrina de la Fe, tal com ho indicava el document Sacramentorum sanctitatis tutela d'aquell mateix any. Això li costà al bisbe un llarg judici per encobriment, judici que aquell mateix mes havia decidit no apel·lar la darrera sentència (tres mesos de presó incondicional). En aquest context, el cardenal, amb l'aprovació del llavors cardenal Ratzinger i del Papa Joan Pau II, segons indicà el propi Castrillón, va escriure aquella carta on felicitava el bisbe Pican per defensar el secret professional amb la seva acció, reconeixent a més que els manaments judicials de molts països defensen aquest dret de no testimoniar contra un parent, encara que no estigui recollit el cas que considera anàleg la relació entre un bisbe i els seus preveres.
El portaveu del Vaticà, pare Federico Lombardi, en reconèixer l'autenticitat de la carta, remarcà l'oportunitat de tractar tots els afers relacionats en un únic dicasteri, la Congregació de la doctrina de la Fe.